# 香川県道192号瀬居坂出港線
香川県道192号瀬居坂出港線（かがわけんどう192ごう せいさかいでこうせん）は、香川県坂出市を通る一般県道である。

## 概要

### 路線データ
- 起点：香川県坂出市瀬居町
- 終点：香川県坂出市中央町（坂出市白金町3交差点、香川県道33号高松善通寺線交点）

## 路線状況

### 重複区間
- 香川県道186号大屋冨築港宇多津線（坂出市御供所町3丁目・坂出市御供所交差点 - 坂出市番の州公園）

## 地理

### 通過する自治体
- 坂出市

### 交差する道路
| 交差する道路                                   | 交差する場所  | 交差する場所               |
| ---------------------------------------------- | ------------- | -------------------------- |
| 香川県道186号大屋冨築港宇多津線 重複区間起点   | 番の州公園    |                            |
| 香川県道186号大屋冨築港宇多津線 重複区間終点   | 御供所町3丁目 | 坂出市御供所交差点         |
| E30 瀬戸中央自動車道                           | 西大浜北4丁目 | 4 坂出北IC                 |
| 香川県道186号大屋冨築港宇多津線 / さぬき浜街道 | 築港町        | 坂出市両景橋西詰交差点     |
| 香川県道33号高松善通寺線                       | 中央町        | 坂出市白金町3交差点 / 終点 |

### 沿線
- 坂出市立瀬居中学校
- 坂出市立瀬居小学校
- 番の州公園